# Changnyeong-eup
Changnyeong-eup (koreanska: 창녕읍)  är en köping i kommunen Changnyeong-gun i provinsen Södra Gyeongsang i den sydöstra delen av Sydkorea, 270 km sydost om huvudstaden Seoul. Det är den administrativa huvudorten i kommunen.